# Iliamna (Alaska)
Iliamna es un lugar designado por el censo ubicado en el borough de Lake and Peninsula en el estado estadounidense de Alaska. En el Censo de 2010 tenía una población de 109 habitantes y una densidad poblacional de 1,12 personas por km².

## Geografía
Iliamna se encuentra en las coordenadas 59°47′42″N 154°52′24″O / 59.79500, -154.87333. Según la Oficina del Censo de los Estados Unidos, Iliamna tiene una superficie total de 97.36 km², de la cual 96.17 km² corresponden a tierra firme y (1.22%) 1.19 km² es agua.

## Demografía
Según el censo de 2010, había 109 personas residiendo en Iliamna. La densidad de población era de 1,12 hab./km². De los 109 habitantes, Iliamna estaba compuesto por el 33.03% blancos, el 0% eran afroamericanos, el 54.13% eran amerindios, el 0% eran asiáticos, el 0% eran isleños del Pacífico, el 0% eran de otras razas y el 12.84% pertenecían a dos o más razas. Del total de la población el 3.67% eran hispanos o latinos de cualquier raza.

## Localidades adyacentes
El siguiente diagrama muestra a las localidades más próximas a Iliamna.